# Кранихфелд
Кранихфелд (њем. Kranichfeld) град је у њемачкој савезној држави Тирингија. Једно је од 75 општинских средишта округа Вајмарер Ланд. Према процјени из 2010. у граду је живјело 3.596 становника. Посједује регионалну шифру (AGS) 16071046.

## Географски и демографски подаци
Кранихфелд се налази у савезној држави Тирингија у округу Вајмарер Ланд. Град се налази на надморској висини од 301 метра. Површина општине износи 23,1 km². У самом граду је, према процјени из 2010. године, живјело 3.596 становника. Просјечна густина становништва износи 156 становника/km².